# Qingshan, Wuhan
Qingshan är ett stadsdistrikt i provinshuvudstaden Wuhan i Hubei-provinsen i centrala Kina.